# Pathé
Pathé (o Pathé Frères) è una società cinematografica francese, fondata a Vincennes nel 1896.

## Storia

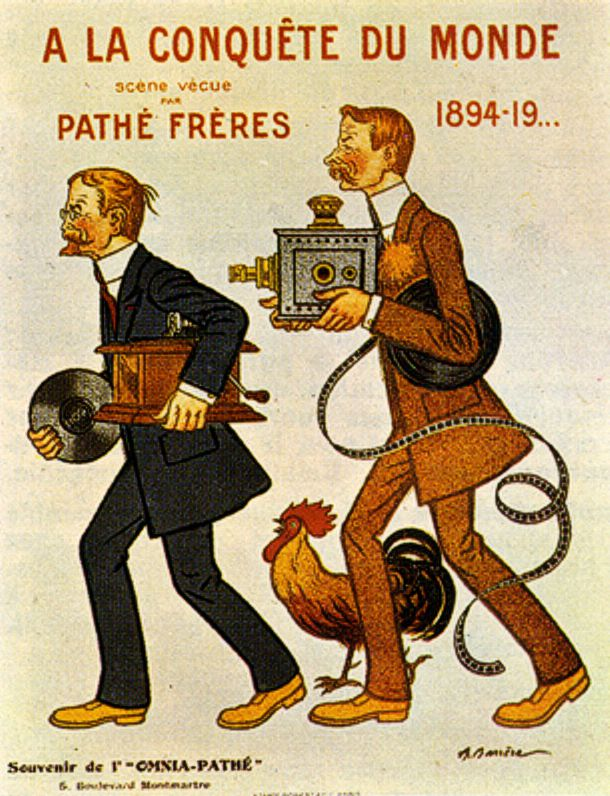
I Fratelli Pathé disegnati da Adrien Barrère

La Pathé Frères venne fondata a Vincennes nel 1896 da Charles Pathé, insieme ai fratelli Émile e Théophile, che fu il primo ad accorgersi del potenziale insito in questa nuova forma di divertimento. La Pathé fu effettivamente la prima società cinematografica e controllava tutto il processo produttivo della realizzazione di film: dalla fabbricazione della pellicola fino alla produzione e infine la distribuzione nelle sale. Nei primi anni del 1900 essa apre filiali in tutto il mondo e riesce a vendere agli Stati Uniti un metraggio di pellicole due volte superiore a tutta la produzione americana.
Nel 1907, quando cominciavano a sorgere altre società di produzione, la Pathé fu ancora la prima ad intuire le regole di mercato, decidendo di non vendere i film, ma di noleggiarli creando il Consorzio Pathé, e ponendo così le basi del commercio cinematografico che prosegue ancor oggi. Nel 1918 i fratelli decisero di separare la parte di azienda legata alla produzione di dischi, dando vita alla casa discografica Pathé divenuta, dopo l'accordo con Guglielmo Marconi del 1924, Pathé Marconi. La filiale italiana era a Milano nel palazzo Pathé sito in via Luigi Settembrini, 11, e via Ruggero Boscovich, 30. In via Ruggero Boscovich, 32, è ancora visibile il mosaico di Galileo Chini del primo logo aziendale.

## Distribuzione internazionale
Al di fuori della Francia, i film Pathé sono solitamente distribuiti dalla 20th Century Fox Home Entertainment. Dal 2010 anche la Warner Bros. distribuisce i film della ditta francese.

## Settori

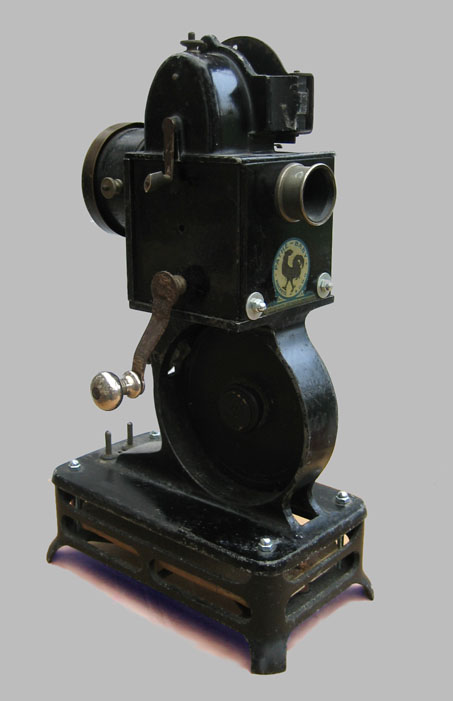
Proiettore 9,5mm "Pathé Baby" (1924)

I settori in cui opera Pathè oggi sono:
- Cinema:
  - produzione
  - distribuzione ai teatri e case
  - la gestione internazionale di un catalogo di oltre 500 film
  - sale cinematografiche
  - Europalaces (rete che federa le sale Pathé e Gaumont) (oggi le sale sono Les Cinemas Gaumont & Pathé)
- Cavo e via satellite delle reti televisive:
  - TMC (Télé Monte Carlo) (dal 2002 Al 2004) (il canale viene venduto dal Groupe TF1 e Dalla AB Groupe)
  - Comédie! (azionista di maggioranza) (dal 2003 Al 2004) (il Canale viene Ceduto al gruppo Canal+ alla Fine del 2004)
  - cuisine.tv (dal 2001 Al 2011) (il canale viene venduto nel 2011 dal gruppo Canal+ tramite l'azienda tematica Multithématiques)
  - Voyage (dal 1997 al 2004) (canale venduto alla fine del 2004 da parte della Fox Networks Group)
  - Historie TV (dal 1997 al 2004) (canale venduto nel 2004 da parte del Groupe TF1)
  - Pathé Sport (canale Venduto nel 2002, da parte del gruppo Canal+ per farlo diventare Sport+)

Il Conseil Supérieur de l'Audiovisuel (il consiglio superiore dell'audiovisivo) ha mantenuto tre dei progetti del gruppo per la televisione digitale terrestre europea sul satellite: TMC, Comédie!, cuisine.tv., e Historie TV. 

## Riconoscimenti
Io capitano di Matteo Garrone: Miglior produzione, David di Donatello 2024